# Leslie Bassett
Leslie Bassett (City of Hanford, Califòrnia, 22 de gener de 1923 - Oakwood, Geòrgia, EUA, 4 de febrer de 2016) va ser un compositor dels Estats Units d'Amèrica. Va ser deixeble de Homer Keller. El 1966 va rebre el Pulitzer Prize for Music per l'obra Variations for Orchestra.